# Ꚅ
Zhwe (Ꚅ ꚅ; in nghiêng: Ꚅ ꚅ) là một chữ cái trong bảng chữ cái Kirin. Hình dạng của Ꚅ là chữ ghép của chữ cái Kirin Ze (З з; З з) và Zhe (Ж ж; Ж ж).
Ꚅ được sử dụng trong tiếng Abkhaz, đại diện cho âm /ʒʷ/. Được thay thế bằng chữ  Жә.

## Mã máy tính
| Kí tự               | Ꚅ                            | Ꚅ                            | ꚅ                          | ꚅ                          |
| ------------------- | ---------------------------- | ---------------------------- | -------------------------- | -------------------------- |
| Tên Unicode         | CYRILLIC CAPITAL LETTER ZHWE | CYRILLIC CAPITAL LETTER ZHWE | CYRILLIC SMALL LETTER ZHWE | CYRILLIC SMALL LETTER ZHWE |
| Mã hóa ký tự        | decimal                      | hex                          | decimal                    | hex                        |
| Unicode             | 42628                        | U+A684                       | 42629                      | U+A685                     |
| UTF-8               | 234 154 132                  | EA 9A 84                     | 234 154 133                | EA 9A 85                   |
| Tham chiếu ký tự số | &#42628;                     | &#xA684;                     | &#42629;                   | &#xA685;                   |